# New Americana
«New Americana» — песня американской певицы и автора песен Холзи, взята из её дебютного студийного альбома, Badlands (2015). Песня была написана Холзи, Larzz Principato, и Kalkutta, продюсером выступил Лидо. Песня относится к жанру электропоп и альтернативный поп, «New Americana» описывает нормализацию аспектов контркультуры в США, в том числе рекреационное использование марихуаны и однополых браков. Песня была выпущена 10 июля 2015 года, как второй сингл с альбома.

## Песня
«New Americana» является песней в жанре электропоп и средне-темповом альтернативном попе. Голос Холзи наслаивается на хор, который был вдохновлен хитом группы Pink Floyd «Another Brick in the Wall».

## Оценки критиков
Трек был назван некоторыми критиками, в том числе Billboard, Usa Today и The New York Times, как «Гимн Молодежи» для «Поколения Y».

## Музыкальное видео
Официальная премьера видео состоялась 25 сентября 2015 года на MTV, и была размещена на Vevo канале Холзи. Показанную, в видео антиутопию сравнили с серией книг и фильмов «Голодные игры».

### Сюжет
Видео начинается с интро горных пейзажей, записанных в стиле VHS-кассет с наложенным голосом Холзи, заявляя, «мы были обществом. Они сделали меня своим вождем, даже когда я не просила. Мы надеялись, мы хотели выиграть, потому что ничто не может нас напугать. Мы не боялись, ни одного города и мы не боялись ни одного человека». Как только песня начинает играть, Холзи показана вместе с группой американцев, занимающихся разными вещами. Затем к ним ворвались войска, которые взяли Холзи в качестве заложника, так как она, по-видимому, лидер американцев. Её потянули в село, где она оказалась привязана к костру. Пока костер заливается бензином, Холзи просит помощи у жителей, но никто не реагирует, до того, как её друзья не бросили дымовую шашку и не спасли её вместе с жителями. Затем, Холзи и американцы побежали назад. Видео заканчивается тем, что играет инструментальная версия «Drive», а Холзи лежит на земле где-нибудь в горах. Она одета в белую одежду и рядом с ней лежат только ключи от машины и радио, к которым она протягивает руку и пытается понять, почему эти вещи находятся рядом с ней.

## Живые выступления
В августе 2015 года Холзи исполнила «New Americana» на Джимми Киммел в прямом эфире!, затем в октябре 2015 года на Позднем Шоу со Стивеном Кольбером.

## Чарты
| Чарты (2015-16)                             | Пик. позиция |
| ------------------------------------------- | ------------ |
| Canada CHR/Top 40 (Billboard)               | 36           |
| Canada Rock (Billboard)                     | 31           |
| New Zealand Heatseekers (Recorded Music NZ) | 1            |
| UK Singles (Official Charts Company)        | 184          |

## История выпуска
| Регион         | Дата                  | Формат                        | Лейбл       | Ref.   |
| -------------- | --------------------- | ----------------------------- | ----------- | ------ |
| США            | 10 июля 2015 года     | Цифровой                      | Astralwerks | [ 18 ] |
| США            | 20 июля 2015 года     | Современное рок радио         | [ 19 ]      |        |
| США            | 21 сентября 2015 года | Взрослое альтернативное радио | [ 20 ]      |        |
| Великобритания | 1 февраля 2016 года   | Современное хит-радио         | Astralwerks | [ 21 ] |